# Народно читалище „Просвета – 1909“ (Белозем)
Народно читалище „Просвета – 1909“ се намира в село Белозем, Област Пловдив.

## История
Читалището е създадено през 1909 г., но едва след Първата световна война то набира скорост. В неговата дейност в средата на 1920-те години са включват Иван Русенов, Койчо Койчев, Огнян Аргиров, Васил Натев, Нейко Марков и др. Организирани са сказки и се играят пиесите „Вражалец“, „Иванко“, „Хайдути“, и др. През 1931 – 1932 г. е построена нова сграда на читалището в общинския двор, с което просветена дейност на читалището става постоянна.
През 1979 г. читалищната сграда се срутва. Нова сграда на читалището е построена и открита през 1986 г.

## Дейности
През 2020 г. самодейците наброява над 150 членове, участващи в:
- Мъжка певческа група „Иван Михов“ с р-л Ирена Неделчева
- Женска певческа група „Сребра“ с р-л Ирена Неделчева
- Детска певческа група „Геренчета“ с р-л Ирена Неделчева
- Школа по музика, солфеж, пиано и народно пеене с р-л Стойка Запрянова
- Гайдарски състав „Войводите“ с р-л Атанас Младенов
- Танцова школа „Тодорови“ с р-ли Станислава и Генчо Тодорови

Други дейности:
- Младежки театрален състав
- Клуб по екология
- Литературен клуб
- Школа по изобразително изкуство
- Курсове по английски и френски език